# Campionati mondiali di slittino 1987
I Campionati mondiali di slittino 1987, venticinquesima edizione della manifestazione organizzata dalla Federazione Internazionale Slittino, si tennero dal 23 al 25 gennaio 1987 ad Igls, una frazione di Innsbruck in Austria, sulla Kunsteisbahn Bob-Rodel Igls, la stessa sulla quale si svolsero le competizioni del bob e dello slittino ai Giochi di Innsbruck 1976 e la rassegna iridata nel 1977; furono disputate gare in tre differenti specialità: nel singolo uomini ed in quello donne e nel doppio.
Dominatrice della manifestazione fu la squadra tedesca orientale, capace di conquistare due titoli e cinque medaglie sulle nove assegnate in totale: quelle d'oro furono conquistate da Jörg Hoffmann e Jochen Pietzsch nel doppio, al loro terzo titolo consecutivo, e da Cerstin Schmidt nel singolo femminile; nella prova individuale maschile la vittoria andò al rappresentante della nazionale austriaca Markus Prock.

## Risultati

### Singolo uomini
La gara fu disputata su tre manches nell'arco di tre giorni e presero parte alla competizione 54 atleti in rappresentanza di 20 differenti nazioni; campione uscente era il tedesco orientale Michael Walter, che concluse la prova al sesto posto, ed il titolo fu conquistato dall'austriaco Markus Prock davanti al tedesco dell'Est Jens Müller ed al sovietico Sergej Danilin, già campione del mondo ad Hammarstrand 1981 e medaglia d'argento ai Giochi di Sarajevo 1984.
| Pos. | Atleti         | Nazione          | Tempo    | Distacco |
| ---- | -------------- | ---------------- | -------- | -------- |
|      | Markus Prock   | Austria          | 2'32"990 |          |
|      | Jens Müller    | Germania Est     | 2'33"129 | +0"139   |
|      | Sergej Danilin | Unione Sovietica | 2'33"278 | +0"288   |
| 4    | Norbert Huber  | Italia           | 2'33"329 | +0"339   |
| 5    | René Friedl    | Germania Est     | 2'33"668 | +0"678   |
| 6    | Otto Mayregger | Austria          | 2'33"672 | +0"682   |
| 7    | Hansjörg Raffl | Italia           | N.D.     | N.D.     |
| 8    | Thomas Jacob   | Germania Est     | 2'33"719 | +0"729   |
| 9    | Duncan Kennedy | Stati Uniti      | N.D.     | N.D.     |
| 10   | Michael Walter | Germania Est     | 2'33"779 | +0"789   |

### Singolo donne
La gara fu disputata su tre manches nell'arco di tre giorni e presero parte alla competizione 30 atlete in rappresentanza di 14 differenti nazioni; campionessa uscente era la tedesca orientale Steffi Martin, nel frattempo ritiratasi dalle competizioni, ed il titolo fu conquistato dalla connazionale Cerstin Schmidt davanti alle altre due tedesche dell'Est Gabriele Kohlisch ed Ute Oberhoffner, quest'ultima già medaglia di bronzo ai mondiali di Lake Placid 1983 ed ai Giochi di Sarajevo 1984 quando era ancora conosciuta con il cognome da nubile.
| Pos. | Atleti             | Nazione          | Tempo    | Distacco |
| ---- | ------------------ | ---------------- | -------- | -------- |
|      | Cerstin Schmidt    | Germania Est     | 2'05"876 |          |
|      | Gabriele Kohlisch  | Germania Est     | 2'06"235 | +0"359   |
|      | Ute Oberhoffner    | Germania Est     | 2'06"248 | +0"372   |
| 4    | Julija Antipova    | Unione Sovietica | 2'06"622 | +0"746   |
| 5    | Bonny Warner       | Stati Uniti      | 2'06"632 | +0"756   |
| 6    | Birgit Görlitzer   | Germania Est     | 2'06"657 | +0"781   |
| 7    | Veronika Oberhuber | Italia           | N.D.     | N.D.     |
| 8    | Veronika Bilgeri   | Germania Ovest   | N.D.     | N.D.     |
| 9    | Irina Kusakina     | Unione Sovietica | N.D.     | N.D.     |
| 10   | Ingrīda Amantova   | Unione Sovietica | N.D.     | N.D.     |

### Doppio
La gara fu disputata su due manches nell'arco di due giorni e presero parte alla competizione 38 atleti in rappresentanza di 10 differenti nazioni; campioni uscenti erano i tedeschi orientali Jörg Hoffmann e Jochen Pietzsch, che riuscirono a bissare il titolo ottenuto nelle ultime due rassegne iridate, davanti alle coppie rappresentanti la Germania Ovest formate da Stefan Ilsanker e Georg Hackl e da Thomas Schwab e Wolfgang Staudinger.
| Pos. | Atleti                              | Nazione          | Tempo    | Distacco |
| ---- | ----------------------------------- | ---------------- | -------- | -------- |
|      | Jörg Hoffmann Jochen Pietzsch       | Germania Est     | 1'22"919 |          |
|      | Stefan Ilsanker Georg Hackl         | Germania Ovest   | 1'23"416 | +0"497   |
|      | Thomas Schwab Wolfgang Staudinger   | Germania Ovest   | 1'23"692 | +0"773   |
| 4    | Hansjörg Raffl Norbert Huber        | Italia           | 1'23"725 | +0"806   |
| 5    | Vitalij Mel'nik Dmitrij Alekseev    | Unione Sovietica | 1'23"811 | +0"892   |
| 6    | René Keller Lutz Kühnlenz           | Germania Est     | 1'23"910 | +0"991   |
| 7    | Evgenij Belousov Aleksandr Beljakov | Unione Sovietica | N.D.     | N.D.     |
| 8    | Igor' Utkin Andrej Trusov           | Unione Sovietica | N.D.     | N.D.     |
| 9    | Bernhard Kammerer Walter Brunner    | Italia           | N.D.     | N.D.     |
| 10   | Markus Prock Robert Manzenreiter    | Austria          | N.D.     | N.D.     |

## Medagliere
| Posizione | Nazione          | Oro | Argento | Bronzo | Totale |
| --------- | ---------------- | --- | ------- | ------ | ------ |
| 1         | Germania Est     | 2   | 2       | 1      | 5      |
| 2         | Austria          | 1   | 0       | 0      | 1      |
| 3         | Germania Ovest   | 0   | 1       | 1      | 2      |
| 4         | Unione Sovietica | 0   | 0       | 1      | 1      |
| Totale    | Totale           | 3   | 3       | 3      | 9      |